# Vimianço

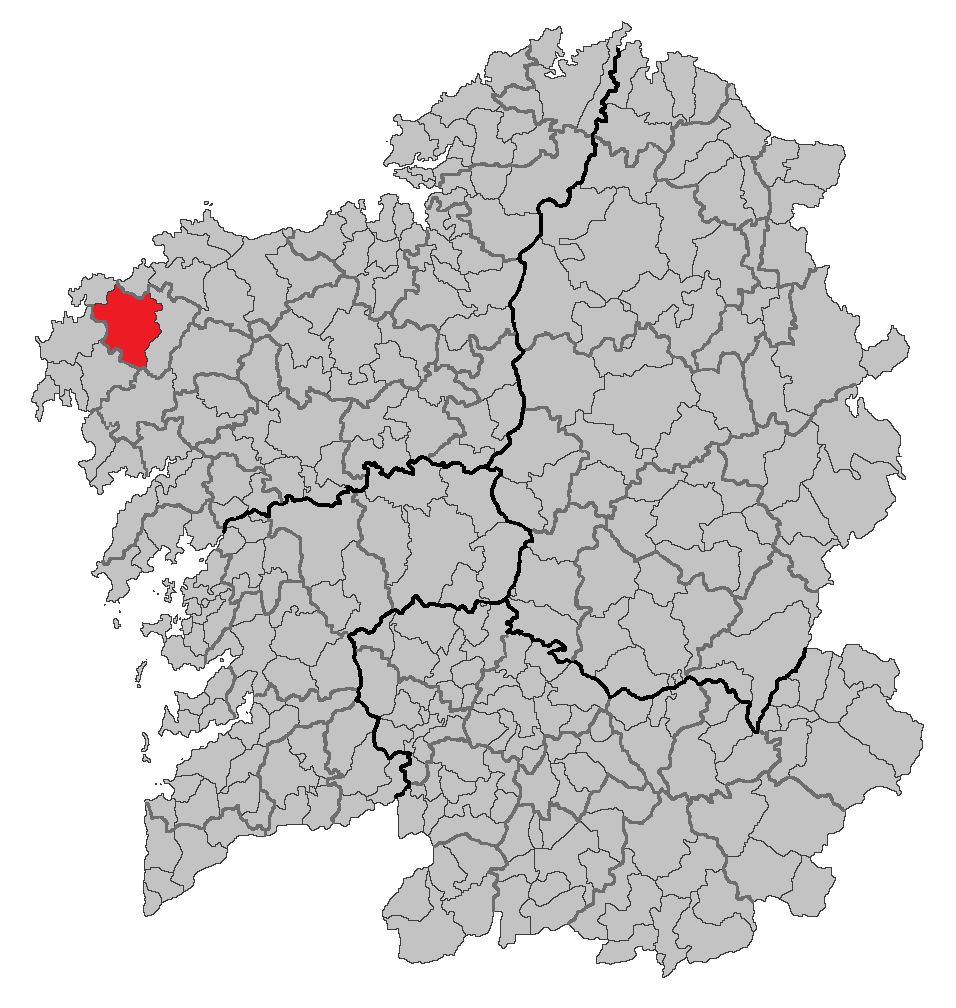
Localização de Vimianço

Vimianço (em galego oficial e castelhano Vimianzo) é um município da Espanha na província 
da Corunha, 
comunidade autónoma da Galiza, de área 186,9 km² com 
população de 8.547 habitantes (2004) e densidade populacional de 45 hab/km².

## Demografia
| Variação demográfica do município entre 1991 e 2004 | Variação demográfica do município entre 1991 e 2004 | Variação demográfica do município entre 1991 e 2004 | Variação demográfica do município entre 1991 e 2004 |
| --------------------------------------------------- | --------------------------------------------------- | --------------------------------------------------- | --------------------------------------------------- |
| 1991                                                | 1996                                                | 2001                                                | 2004                                                |
| 9639                                                | 9379                                                | 8542                                                | 8517                                                |

## Património edificado
- Castelo de Vimianzo